# Комбустіологія
Комбустіологія (лат. combustio - опік) — розділ хірургії, що вивчає механізми виникнення опіків, їх перебіг, можливі ускладнення та лікування.
Офіційний статус в Україні комбустіологія, як медична спеціальність, отримала в 1995 році. До цього часу лікарі, які працювали в опікових стаціонарах за штатним розкладом, називалися травматологами-ортопедами.
Практичним досягненням є те, що стало можливим рятувати людей з опіками площею до 80-90 % поверхні тіла.
Для ефективної роботи опікового відділення потрібні кваліфіковані опікові хірурги, вартісне сучасне обладнання та відповідне медикаментозне забезпечення, також не менш важливим є і реанімаційно-анестезіологічне забезпечення.

## Відомі комбустіологи
- Бігуняк Володимир Васильович — розробив методику виготовлення і використання замінників шкіри для місцевого лікування опікових ран та організував єдиний у СНД банк ліофілізованих ксенодермотрансплантантів.
- Повстяний Микола Юхимович — створив мережу опікових відділень в Україні.[джерело?]